# Полицмейстер

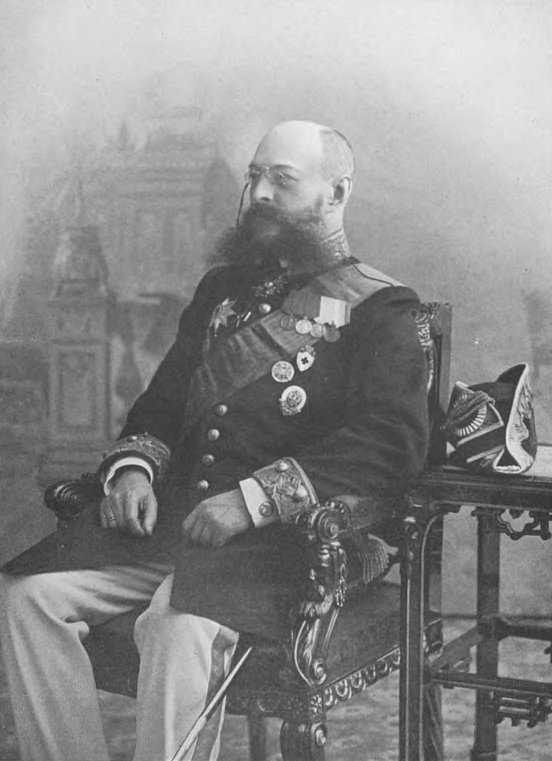
Виленский полицмейстер Н. М. Клингенберг

Полицме́йстер, полицеймейстер (нем. Polizeimeister) — в Российской империи начальник полиции во всех губернских и других крупных городах.
Должность полицеймейстера введена в 1782 году «Уставом благочиния». Полицмейстер возглавлял управу благочиния, а со второй половины XIX века — городское полицейское управление. Полицмейстеру подчинялись все полицейские чины и учреждения города, с помощью которых он осуществлял «благочиние, добронравие и порядок», исполнение распоряжений высших властей, судебных приговоров и прочее. Должность полицмейстера упразднена Февральской революцией 1917 года.

## Обер-полицмейстер
Обер, нем. — главный, старший, высший, начальствующий, частица (приставка) к названиям введена в России для означения старшинства чина, звания и должности и означала начальника, которому подчинены должностные лица, носящие то же название, но без приставки, соответственно должность Обер-полицмейстер это старший  или главный полицеймейстер в столичных городах империи — Санкт-Петербурге, Москве и Варшаве.
В Санкт-Петербурге, Москве и Варшаве было несколько полицмейстеров во главе с обер-полицмейстером или градоначальником.

#### Московские обер-полицмейстеры
В Москве должность обер-полицмейстера была введена в 1722 году, с 1727 года он подчинялся генерал-губернатору. Руководил деятельностью полицмейстеров, отвечал за спокойствие и порядок в городе, возглавлял пожарную охрану, «надзирал» за торговлей, городским благоустройством и санитарным состоянием Москвы, следил за соблюдением законов и предписаний высших и центральных учреждений, выполнением решений судебных органов. В начале XX века в Москве было четыре полицмейстера, каждый из которых возглавлял полицейское отделение (административно-территориальную единицу, объединявшую три — четыре полицейские части), контролировал деятельность частных (с 1881 года — участковых) приставов, руководил надзором за порядком в собраниях и общественных местах, следил за содержанием арестованных. Ниже перечислены персоналии занимавшие эту должность в Москве:
| Ф. И. О.                             | Титул, чин, звание                                              | Время замещения должности |
| ------------------------------------ | --------------------------------------------------------------- | ------------------------- |
| Греков Максим Тимофеевич             | полковник, бригадир                                             | 11.04.1722—23.12.1728     |
| Поздняков Иван Давидович             | статский советник                                               | 03.11.1729—1731           |
| Греков Степан Тимофеевич             | бригадир, генерал-полицмейстер                                  | 17.02.1731—22.12.1732     |
| Оболдуев Никита Андреевич            | полковник                                                       | 11.01.1733—1739           |
| Голохвастов Иван Мартынович          | статский советник                                               | 1749—1753                 |
| Дивов Иван Иванович                  | тайный советник, генерал-полицмейстер                           | 09.01.1762—1762           |
| Юшков Иван Иванович                  | тайный советник, генерал-полицмейстер                           | 10.1762—17.04.1764        |
| Арсеньев Тарас Иванович              | полковник, статский советник                                    | 17.04.1764—10.02.1765     |
| Толстой Василий Иванович             | граф, бригадир, статский советник                               | 1765—1770                 |
| Бахметев Николай Иванович            | бригадир                                                        | 1770—1771                 |
| Архаров Николай Петрович             | полковник (генерал-майор)                                       | 1771—01.01.1781           |
| Островский Борис Петрович            | бригадир                                                        | 1781—1785                 |
| Толь Фёдор Николаевич                | полковник (генерал-майор)                                       | 1785—1790                 |
| Глазов Павел Михайлович              | полковник, бригадир                                             | 1790—02.09.1793           |
| Козлов Павел Михайлович              | бригадир, генерал-майор                                         | 22.10.1793—1796           |
| Каверин Павел Никитович              | статский советник (действительный статский советник)            | 31.03.1797—09.12.1798     |
| Эртель Фёдор Фёдорович               | генерал-майор                                                   | 09.12.1798—12.03.1801     |
| Каверин Павел Никитович              | действительный статский советник, генерал-майор                 | 12.03.1801—13.12.1802     |
| Спиридов Григорий Григорьевич        | бригадир, действительный статский советник                      | 13.12.1802—20.12.1804     |
| Балашов Александр Дмитриевич         | генерал-майор                                                   | 20.12.1804—24.11.1807     |
| Гладков Иван Васильевич              | генерал-майор                                                   | 29.11.1807—17.04.1809     |
| Ивашкин Пётр Алексеевич              | генерал-майор                                                   | 17.04.1809—08.03.1816     |
| Шульгин Александр Сергеевич          | генерал-майор                                                   | 08.03.1816—02.08.1825     |
| Шульгин Дмитрий Иванович             | генерал-майор                                                   | 02.08.1825—06.04.1830     |
| Муханов Сергей Николаевич            | полковник, флигель-адъютант                                     | 06.04.1830—27.09.1833     |
| Цынский Лев Михайлович               | генерал-майор, Свиты Его Величества генерал-майор               | 29.11.1833—01.02.1845     |
| Лужин Иван Дмитриевич                | полковник, Свиты Его Величества генерал-майор, флигель-адъютант | 13.12.1845—12.05.1854     |
| Тимашев-Беринг Алексей Александрович | генерал-майор                                                   | 12.05.1854—31.12.1857     |
| Кропоткин Алексей Иванович           | князь, гвардии полковник, генерал-майор, флигель-адъютант       | 01.01.1858—12.11.1860     |
| Потапов Александр Львович            | Свиты Его Величества генерал-майор                              | 12.11.1860—15.12.1861     |
| Крейц Генрих Киприанович             | граф, Свиты Его Величества генерал-майор (генерал-лейтенант)    | 16.12.1861—03.01.1866     |
| Арапов Николай Устинович             | Свиты Его Величества генерал-майор, генерал-лейтенант           | 03.01.1866—14.10.1878     |
| Козлов Александр Александрович       | Свиты Его Величества генерал-майор                              | 14.10.1878—13.08.1881     |
| Янковский Евгений Осипович           | генерал-майор                                                   | 13.08.1881—18.07.1882     |
| Козлов Александр Александрович       | Свиты Его Величества генерал-майор, генерал-лейтенант           | 26.07.1882—11.01.1887     |
| Юрковский Евгений Корнильевич        | генерал-майор                                                   | 11.01.1887—27.12.1891     |
| Власовский Александр Александрович   | полковник, исполняющий должность                                | 28.12.1891—18.07.1896     |
| Трепов Дмитрий Фёдорович             | полковник, генерал-майор                                        | 12.09.1896—01.01.1905     |

Должность обер-полицмейстера упразднена в 1905 году в связи с учреждением в Москве градоначальства.

#### Санкт-Петербургские обер-полицмейстеры
В Санкт-Петербурге с 1782 года — руководитель полиции, до этого был помощником санкт-петербургского генерал-полицмейстера. В введении обер-полицмейстера северной столицы Империи находилась Речная полиция Санкт-Петербурга, первая по времени возникновения в империи, учреждена законом от 27 июня 1867 года на средства города (30 000 рублей). Ниже перечислены персоналии занимавшие должность Санкт-Петербургского обер-полицмейстера:
- Лопухин, Пётр Васильевич (и. д. 1779; 1780—1783)
- Тарбеев, Петр Петрович (1783—1784)[6]
- Рылеев, Никита Иванович (1783—1784)
- Глазов, Павел Михайлович (02.09.1793—19.07.1797)[7]
- Чулков, Ефим Мартемьянович (1796—1797)[8]
- Муравьёв, Николай Фёдорович (1797—1798)
- Лисаневич, Василий Иванович (1798—1800)
- Рачинский, Антон Михайлович (09.06.1800 — 25.10.1800)[9]
- Зильбергарниш, Густав Карлович (октябрь — ноябрь 1800)
- Аплечеев, Александр Андреевич (30.11.1800—13.10.1801)[10]
- Овсов, Николай Сергеевич (1801—1802)[11]
- Эртель, Фёдор Фёдорович (1802—1808)
- Балашов, Александр Дмитриевич (20.03.1808—02.02.1809)[12]
- Папков, Пётр Афанасьевич (1809—1810)
- Голенищев-Кутузов Павел Васильевич (1810—1811)
- Горголи, Иван Саввич (1811—1821)
- Гладков, Иван Васильевич (22.08.1821—02.08.1825)[3]
- Шульгин, Александр Сергеевич (1825—1826)
- Княжнин, Борис Яковлевич (1826—1828)
- Шкурин, Александр Сергеевич (1828—1829)[13]
- Дершау, Карл Фёдорович (и. д., 1829—1830)
- Кокошкин, Сергей Александрович (1830—1847)
- Галахов, Александр Павлович (1847—1856)[14]
- Бларамберг, Ипполит Иванович (и. д., 1856—1857)
- Шувалов, Пётр Андреевич (1857—1860)
- Потапов, Александр Львович (июнь — ноябрь 1860)
- Паткуль, Александр Владимирович (1860—1862)
- Анненков, Иван Васильевич (1862—1866)[15]
- Фёдор Трепов (1866—1873)
- Александр Козлов (13 августа 1881 — 26 июля 1882)
- Грессер, Пётр Аполлонович (26.07.1882—02.06.1883)[16]

В июне 1883 император Александр III повелел «восстановить прежний порядок управления Санкт-Петербургом, присвоив начальнику санкт-петербургской полиции, по переименовании его из обер-полицмейстеров в градоначальники».

#### Варшавские обер-полицмейстеры
В Варшаве до 1833 года полиция составляла одно из отделений муниципального управления города под ведением президента. Постановлением Совета управления Царства Польского, от 20 июня (2 июля) 1833 года, исполнительная полиция отделена от административной и передана в ведение вице-президента города Варшавы. Затем Высочайшим повелением, объявленным Советом управления Царства, от 12 (24) октября 1839 года, вице-президенту города дано наименование Варшавского обер-полицмейстера. Ниже перечислены персоналии занимавшие эту должность в Варшаве:
| Ф. И. О.                            | Титул, чин, звание                                                       | Время замещения должности |
| ----------------------------------- | ------------------------------------------------------------------------ | ------------------------- |
| Стороженко Андрей Яковлевич         | генерал-майор                                                            | 12.10.1839—20.05.1842     |
| Соболев Михаил Иванович             | генерал-майор                                                            | 20.05.1842—01.04.1844     |
| Абрамович Игнатий Ефимович          | генерал-майор                                                            | 01.04.1844—28.08.1851     |
| Горлов Василий Михайлович           | генерал-майор                                                            | 28.08.1851—25.11.1856     |
| Аничков Владимир Иванович           | генерал-майор                                                            | 25.11.1856—30.11.1860     |
| Трепов Фёдор Фёдорович              | полковник                                                                | 30.11.1860—10.03.1861     |
| Розвадовский Константин Аполлонович | граф, генерал-майор                                                      | 10.03.1861—19.09.1861     |
| Пилсудский Константин Иванович      | генерал-майор                                                            | 19.09.1861—27.07.1862     |
| Муханов Сергей Сергеевич            | полковник                                                                | 27.07.1862—20.03.1863     |
| Левшин Лев Ираклиевич               | генерал-майор                                                            | 20.03.1863—04.01.1864     |
| Фредерикс Платон Александрович      | барон, генерал-майор                                                     | 04.01.1864—21.07.1866     |
| Власов Георгий Петрович             | генерал-майор (генерал-лейтенант)                                        | 21.07.1866—08.03.1879     |
| Бутурлин Николай Николаевич         | генерал-майор                                                            | 08.03.1879—12.04.1884     |
| Толстой Сергей Иванович             | генерал-майор                                                            | 29.04.1884—13.02.1888     |
| Клейгельс Николай Васильевич        | полковник, и. д. (утверждён с производством в генерал-майоры в 1891)     | 16.02.1888—06.12.1895     |
| Грессер Карл Аполлонович            | полковник, и. д.                                                         | 30.12.1895—04.05.1898     |
| Лихачёв Александр Никодимович       | полковник, и. д. (утверждён с производством в генерал-майоры 06.12.1901) | 12.08.1898—1905           |
| Мейер Пётр Петрович                 | полковник, и. д. (утверждён с производством в генерал-майоры 06.12.1909) | 09.05.1905—15.08.1916     |